# Cirsium ciliatum
Cirsium ciliatum là một loài thực vật có hoa trong họ Cúc. Loài này được (Murray) Moench mô tả khoa học đầu tiên năm 1802.